# Consultation interne au Parti communiste français pour l'élection présidentielle de 2002
La consultation interne au Parti communiste français pour l'élection présidentielle de 2002 se déroule en octobre 2001 et vise à définir, par un vote des militants communistes, le candidat du PCF à l'élection présidentielle de 2002.

## Candidats
Le Conseil national du PCF valide la candidature de huit candidats. Le Président du parti, Robert Hue (soutenu par Jean-Claude Gayssot et Marie-George Buffet) est quasiment assuré de l'emporter. Son principal concurrent est Maxime Gremetz, l'un des porte-parole du courant orthodoxe. Les refondateurs, eux, après avoir négocié en vain une candidature commune avec la Ligue communiste révolutionnaire, choisissent de ne présenter et soutenir aucun candidat, prédisant un sérieux échec de Robert Hue à l'élection de 2002, et préfèrent penser à la reconstruction du parti. Enfin le courant Gauche communiste de Jean-Jacques Karman choisit de soutenir Maxime Gremetz.

### Principaux candidats
| Nom, âge                   | Fonctions et notes                                                                                          | Parti politique  |
| -------------------------- | --- | ---------------- |
| Maxime Gremetz (61 ans)    | - Député communiste de la Somme                                                                             | Parti communiste |
| Françoise Douchin (40 ans) | - Membre du Comité fédéral de Haute-Garonne                                                                 | Parti communiste |
| Robert Hue (54 ans)        | - Président du Parti communiste français - Député-maire de Montigny-lès-Cormeilles - Ancien député européen | Parti communiste |

### Autres candidats
- Marie-Claude Larregain
- Raymond Fallot
- Michel Feuillebois
- Grégoire Munck
- Christian Pallatier

### Désistements
- René Le Bris, candidat de la Gauche communiste, se désiste en faveur de Maxime Gremetz
- Pierre Lévy, se désiste en faveur de Maxime Gremetz

## Résultats
|                | Robert Hue             | PCF            | 46 427  | 77,41  |  |  |
|                | Maxime Gremetz         | PCF            | 9 156   | 15,27  |  |  |
|                | Françoise Douchin      | PCF            | 1 634   | 2,72   |  |  |
|                | Christian Pallatier    | PCF            | 855     | 1,43   |  |  |
|                | Marie-Claude Larregain | PCF            | 784     | 1,31   |  |  |
|                | Raymond Fallot         | PCF            | 236     | 0,39   |  |  |
|                | Michel Feuillebois     | PCF            | 149     | 0,25   |  |  |
|                | Grégoire Munck         | PCF            | 143     | 0,24   |  |  |
|                | Candidats désistés     |                | 520     | 0,87   |  |  |
|                |                        |                |         |        |  |  |
| Inscrits       | Inscrits               | Inscrits       | 138 756 | 100,00 |  |  |
| Votants        | Votants                | Votants        | 63 941  | 46,08  |  |  |
| Blancs et nuls | Blancs et nuls         | Blancs et nuls | 3 967   | 6,20   |  |  |
| Exprimés       | Exprimés               | Exprimés       | 59 974  | 93,80  |  |  |